# Бугила блискуча
Бугила блискуча (Anthriscus nitida) — вид квіткових рослин родини окружкових (Apiaceae).

## Біоморфологічна характеристика
Це дворічна чи багаторічна рослина. Рослина 40–150 см. Стебла порожнисті, неглибоко-борознисті, біля основи м'яко запушені, зверху здебільшого майже голі, гіллясті. Листки зелені, злегка блискучі. Нижні листки широкотрикутні в обрисі, до 40 см завдовжки, (2)3 рази перисті, майже голі; часточки останнього порядку яйцеподібні чи довгасті. Зовнішні пелюстки кожного зонтика збільшені. Квітки дрібні, п'ятипелюсткові, білі, чашечка відсутня. У суцвітті чоловічі квітки явно переважають над двостатевими. Плоди блискучі, гладкі або трохи горбкуваті 5–8 мм завдовжки. 2n=16.

## Поширення
Австрія, Латвія, Білорусь, Болгарія, Чехія, Словаччина, Франція, Німеччина, Греція, Угорщина, Італія, Польща, Румунія, Швейцарія, Україна, Словенія, Хорватія, Боснія і Герцеговина, Чорногорія, Сербія і Косово, Македонія.
В Україні вид зростає у тінистих лісах — на Закарпатті, Передкарпатті, Волинській обл. та західному Лісостепу (Сатанів, Рівне).